# Дворцовая улица (Пушкин)
Дворцо́вая улица — улица в городе Пушкине (Пушкинский район Санкт-Петербурга). Проходит от Садовой улицы до безымянной площади с Египетскими воротами на пересечении с Октябрьским бульваром. Далее продолжается как Петербургское шоссе.

## История
С 1725 до 1750-х годов входила в состав Перспекти́вной доро́ги в Саа́рскую мы́зу (позднее Царскосе́льской перспекти́вной доро́ги).
В 1750-х годах из состава дороги выделили Ку́зьминскую улицу, получившую названию по слободе Большое Кузмино (позднее — деревня Большое Кузьмино (Пушкин)), куда она вела. Существовал также вариант Кузминская улица.
В 1859 году на участке от Садовой улицы до Малой улицы выделена Дворцовая улица (проезд начинался от Екатерининского дворца). 20 апреля 1918 года этому фрагменту дали новое название — Красноарме́йская улица (в честь Красной армии). Остальное осталось Кузьминской улицей.
4 сентября 1919 года Красноармейскую улицу переименовали в улицу Ка́рла Ма́ркса, а Кузьминскую — в улицу Фри́дриха Э́нгельса (в честь основоположников теории научного коммунизма К. Маркса и Ф. Энгельса). Тогда же название Красноармейский бульвар получил нынешний Кадетский бульвар.
23 апреля 1923 года улицы Карла Маркса и Фридриха Энгельса были объединены под общим названием улица Белоборо́дова — в честь революционера А. Г. Белобородова. Название улица Карла Маркса было перенесено на нынешнюю Магазейную улицу.
В 1937 году состоялось переименование в улицу Васе́нко — в честь советского воздухоплавателя А. Б. Васенко. Он работал в Слуцкой (Павловской) аэрологической обсерватории. В Павловске ныне тоже есть улица Васенко.
7 июля 1993 года улице вернули историческое название Дворцовая, не разделяя улицу Васенко на Дворцовую и Кузьминскую.

## Движение
На участке от Садовой до Средней улицы движение запрещено, на следующем участке до Малой улицы движение одностороннее — от Малой к Средней. На остальной части движение двустороннее — по одной полосе в каждую сторону.

## Перекрёстки
- Садовая улица
- Средняя улица
- Малая улица

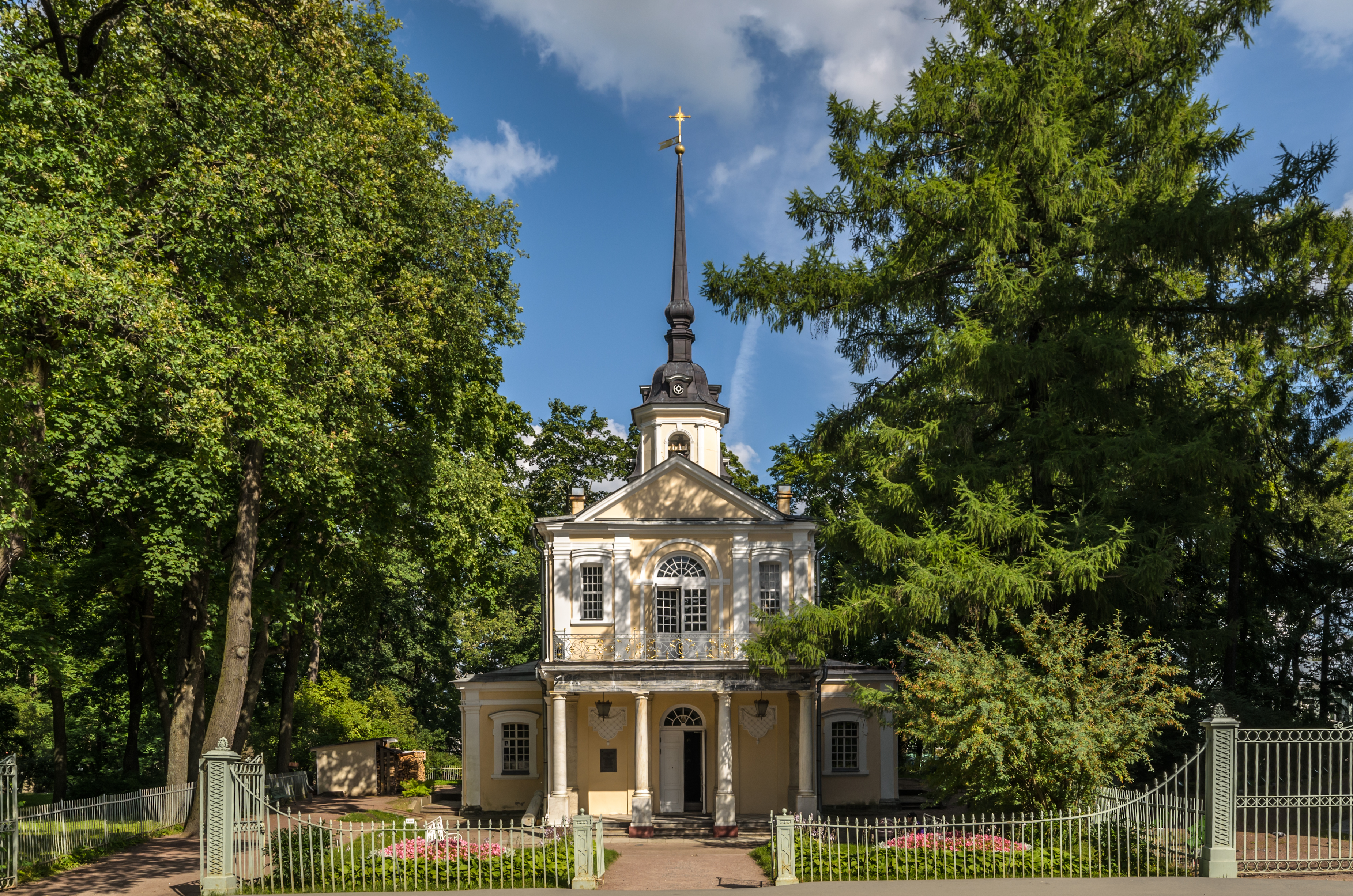
Знаменская церковь

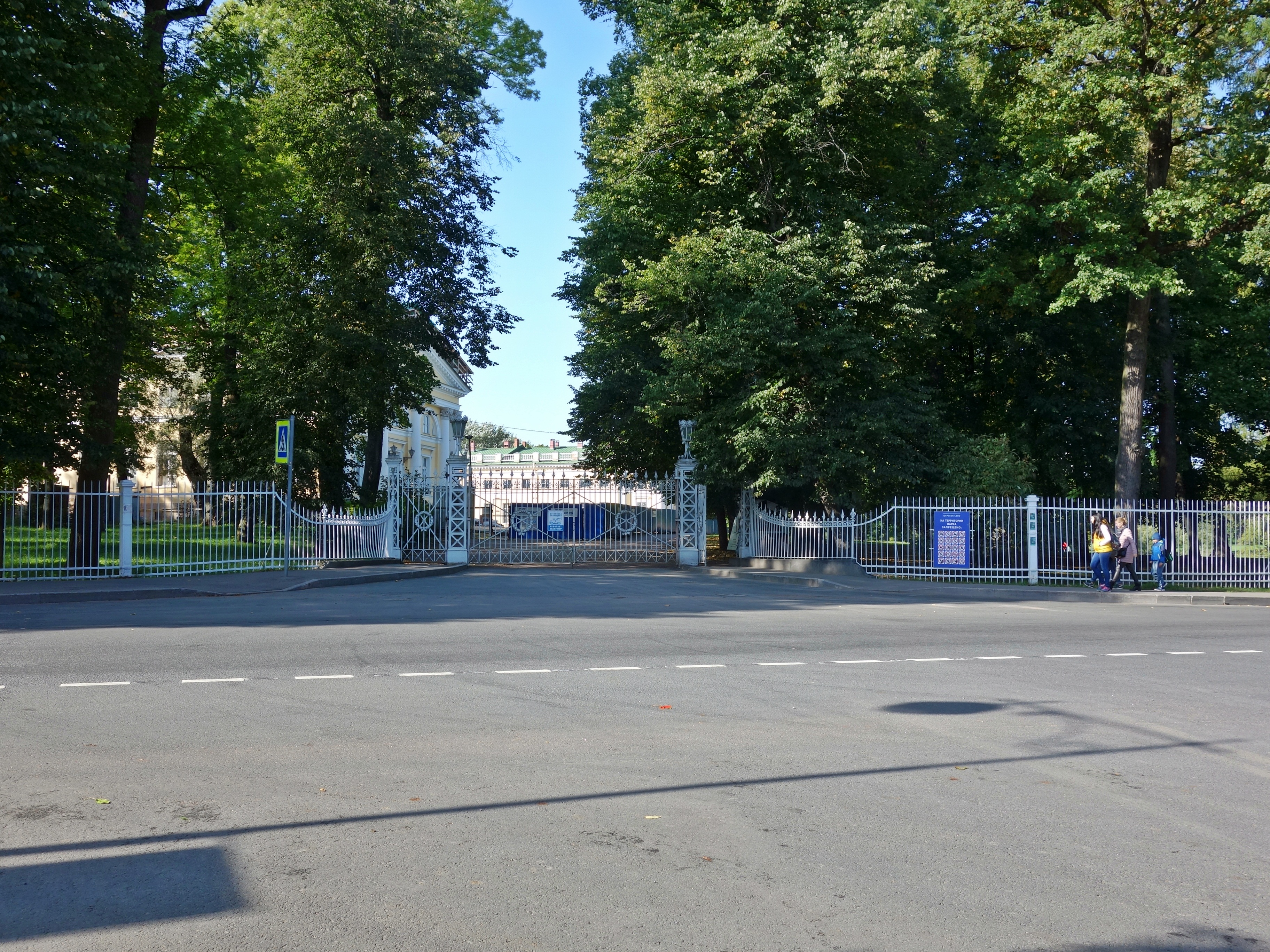
Вход в Александровский парк с Дворцовой улицы

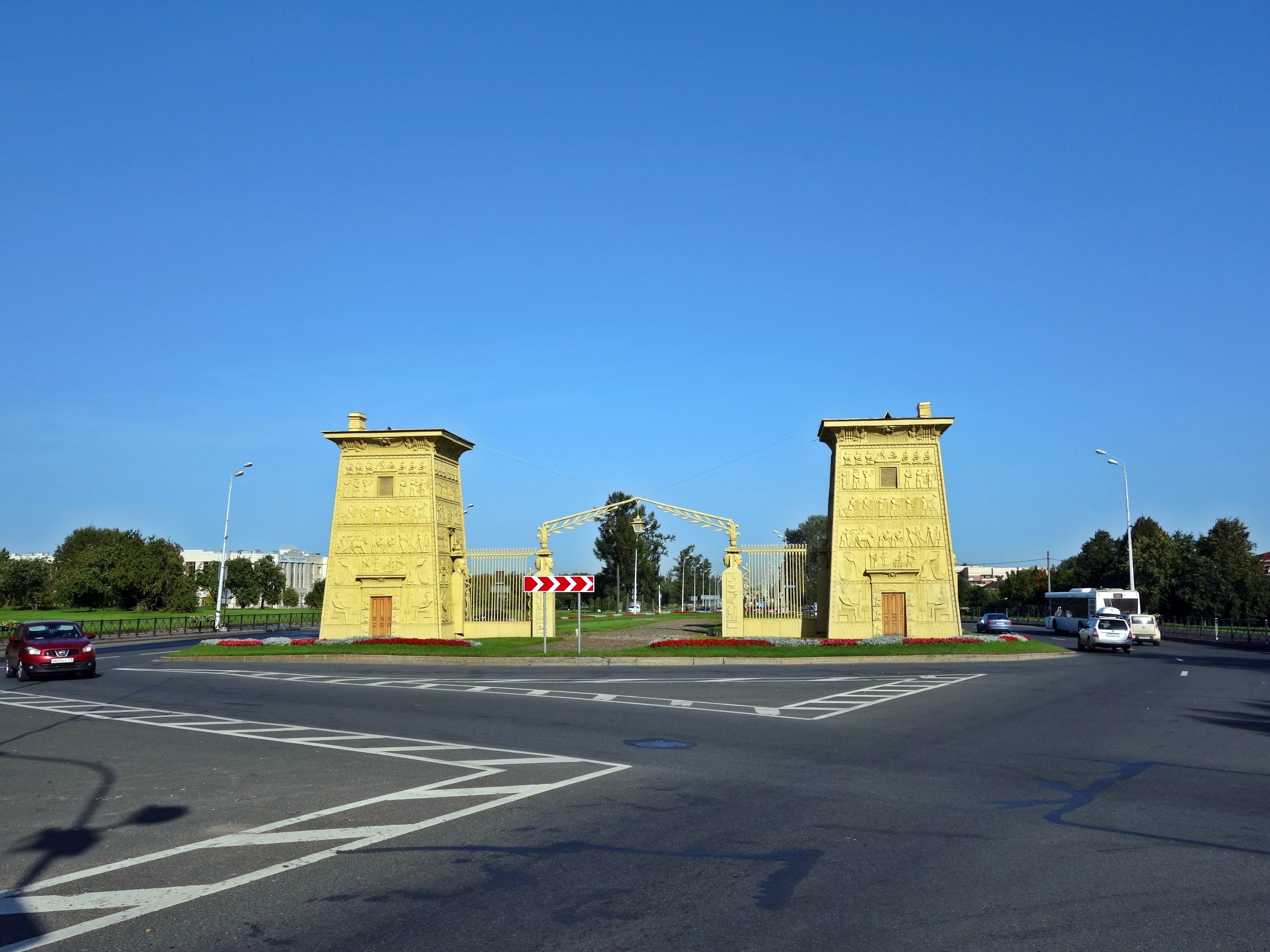
Вид на Египетские ворота от Дворцовой улицы

- Московская улица / Фермская дорога
- Пушкинская улица
- Академический проспект
- Магазейная улица / Школьная улица
- Октябрьский бульвар / Петербургское шоссе

## Здания и сооружения
По нечётной стороне
- дом 1 — Знаменская церковь
- дом 3/2 — современное здание (ресторан), воспроизводящее снесённый дом Кваренги
- дом 7/2 — Лицейский фонд им. А. С. Пушкина (современное здание)
- дом 9 — флигель усадьбы Колзаковых
- дом 13/2 — Царскосельское училище девиц духовного звания
- дом 15 — Костёл Иоанна Крестителя
- дом 17/1 — дом Олениных
- дом 19/2 — дом Китаева

По чётной стороне
- Фонтан «Богиня плодородия» («Флора») в сквере на пересечении с Академическим проспектом
- дома 6—12 — офицерские казармы Собственного Его Императорского Величества сводного пехотного полка